# Spherillo velutinus
Spherillo velutinus är en kräftdjursart som först beskrevs av Dollfus 1908.  Spherillo velutinus ingår i släktet Spherillo och familjen Armadillidae. Inga underarter finns listade i Catalogue of Life.